# جامعة سومي الزراعية الوطنية
جامعة سومي الزراعية الوطنية (بالأوكرانية: Сумський національний аграрний університет) مؤسسة تعليم عالي أوكرانية في مدينة سومي، أوكرانيا .

## تأريخ
أفتتحت جامعة سومي الزراعية الوطنية في أبريل 1977 كفرع من المعهد خاركوف الزراعي، وفي عام 1997، حصل المعهد على وضع الجامعة.
في 7 أغسطس 2001، صدر مرسوم عدد 591 عن رئيس جمهورية أوكرانيا تم منح حالة (الجامعة الوطنية) وفي 2007 ووفقا لوزارة التربية والتعليم والعلوم الأوكرانية تم تصنيف جامعو سومي الزراعية الوطنية بالمستوى الرابع

## الحرم الجامعي والمباني التابعة
بنيت الجامعة على مساحة 105,244 متر مربع، تظم 9 مبان، و 4 مساكن للطلاب، وملاعب رياضية وقاعة رياضية مغلقة، ومركز صحي

## الكليات والمعاهد
- معهد أبحاث الاقتصاد والإدارة
- كلية الاقتصاد والأعمال
- كلية إدارة
- كلية الحقوق
- معهد أبحاث تربية الحيوانات والطب البيطري
- كلية علم الأحياء والتكنولوجيا
- كلية الطب البيطري
- معهد التربية العلمية والهندسة التكنولوجية
- كلية الهندسة المدنية
- كلية تكنولوجيا الغذاء
- كلية الزراعة
- معهد الدراسات العليا
- معهد التعليم عن بعد
- قسم التدريب الأولي والتوجيه المهني.